# Wagenfeld
Wagenfeld är en kommun och ort i Landkreis Diepholz i förbundslandet Niedersachsen i Tyskland.